# XX Governo Constitucional de Portugal
O XX Governo Constitucional de Portugal (30 de outubro de 2015 – 26 de novembro de 2015) foi formado com base nos resultados das eleições legislativas de 4 de outubro de 2015, em que a coligação Portugal à Frente (entre o Partido Social Democrata e o CDS – Partido Popular) obteve a maioria relativa. O governo empossado não chegou a entrar em plenas funções, tendo governado apenas em gestão corrente, porquanto foi demitido no Parlamento 11 dias após tomar posse, por ver rejeitado o seu programa, e exonerado após mais 16 dias — perfazendo um total de exatamente 27 dias e quatro horas que delimitaram o mais curto executivo, em 40 anos, da democracia constitucional em Portugal.
Em face dos resultados eleitorais, na impossibilidade de formação de um governo com apoio parlamentar maioritário de um só partido ou coligação e goradas as negociações entre a coligação vencedora e os restantes partidos com assento parlamentar com vista à formação de uma maioria, o Presidente da República, Aníbal Cavaco Silva, indigitou, no dia 22 de outubro, Pedro Passos Coelho como Primeiro-Ministro, após ouvir os sete partidos com representação parlamentar: Partido Social Democrata, Partido Socialista, CDS – Partido Popular, Bloco de Esquerda, Partido Comunista Português, Partido Ecologista "Os Verdes" e Pessoas–Animais–Natureza.
O Primeiro-Ministro indigitado, Pedro Passos Coelho, apresentou a 27 de outubro de 2015, ao Presidente da República Cavaco Silva, uma proposta de constituição do XX Governo Constitucional. A tomada de posse ocorreu a 30 de outubro de 2015, no Palácio da Ajuda.
A 6 de novembro de 2015, entregou no Parlamento o programa de governo, tendo o debate decorrido nos dias 9 e 10 de novembro.
No dia 10 de novembro de 2015, o XX Governo foi demitido, resultado da aprovação da primeira (apresentada pelo Partido Socialista) de quatro moções de rejeição ao programa do governo. Esta moção de rejeição foi aprovada com 123 votos (PS, BE, PCP, PEV e PAN) a favor e 107 votos (PSD e CDS-PP) contra. O Governo manteve-se em gestão corrente até à tomada de posse do XXI Governo Constitucional, que se realizou a 26 de novembro de 2015.

## Composição
De acordo com o artigo 183.º da Constituição Portuguesa, o Governo é constituído pelo primeiro-ministro, pelos ministros e pelos secretários e subsecretários de Estado, podendo incluir um ou mais vice-primeiros-ministros. O número, a designação e as atribuições dos ministérios e secretarias de Estado, bem como as formas de coordenação entre eles, são determinados, consoante os casos, pelos decretos de nomeação dos respetivos titulares ou por decreto-lei.
A composição do XX Governo Constitucional era a seguinte:

### Primeiro-Ministro
| Retrato | Cargo                                                                               | Detentor                    | Partido | Partido | Período                                        |
| ------- | ----------------------------------------------------------------------------------- | --------------------------- | ------- | ------- | ---------------------------------------------- |
|         | Primeiro-ministro da República Portuguesa (Artigo 183.º da Constituição Portuguesa) | Pedro Passos Coelho (1964–) |         | PSD     | 30 de outubro de 2015 a 26 de novembro de 2015 |

### Vice-Primeiro-Ministro
| Retrato | Cargo                                          | Detentor             | Partido | Partido | Período                                        |
| ------- | ---------------------------------------------- | -------------------- | ------- | ------- | ---------------------------------------------- |
|         | Vice-Primeiro-ministro da República Portuguesa | Paulo Portas (1962–) |         | CDS-PP  | 30 de outubro de 2015 a 26 de novembro de 2015 |

### Ministros
| Retrato | Cargo                                                     | Detentor                         | Partido | Partido      | Período                                        |
| ------- | --------------------------------------------------------- | -------------------------------- | ------- | ------------ | ---------------------------------------------- |
|         | Ministra de Estado e das Finanças                         | Maria Luís Albuquerque (1967–)   |         | PSD          | 30 de outubro de 2015 a 26 de novembro de 2015 |
|         | Ministro de Estado e dos Negócios Estrangeiros            | Rui Machete (1940–)              |         | PSD          | 30 de outubro de 2015 a 26 de novembro de 2015 |
|         | Ministro da Defesa Nacional                               | José Pedro Aguiar-Branco (1957–) |         | PSD          | 30 de outubro de 2015 a 26 de novembro de 2015 |
|         | Ministro da Administração Interna                         | João Calvão da Silva (1952–2018) |         | PSD          | 30 de outubro de 2015 a 26 de novembro de 2015 |
|         | Ministro da Justiça                                       | Fernando Negrão (1955–)          |         | PSD          | 30 de outubro de 2015 a 26 de novembro de 2015 |
|         | Ministro dos Assuntos Parlamentares                       | Carlos Costa Neves (1954–)       |         | PSD          | 30 de outubro de 2015 a 26 de novembro de 2015 |
|         | Ministro da Presidência e do Desenvolvimento Regional     | Luís Marques Guedes (1957–)      |         | PSD          | 30 de outubro de 2015 a 26 de novembro de 2015 |
|         | Ministro da Economia                                      | Miguel Morais Leitão (1964–)     |         | CDS-PP       | 30 de outubro de 2015 a 26 de novembro de 2015 |
|         | Ministra da Agricultura e do Mar                          | Assunção Cristas (1974–)         |         | CDS-PP       | 30 de outubro de 2015 a 26 de novembro de 2015 |
|         | Ministro do Ambiente, Ordenamento do Território e Energia | Jorge Moreira da Silva (1971–)   |         | PSD          | 30 de outubro de 2015 a 26 de novembro de 2015 |
|         | Ministro da Saúde                                         | Fernando Leal da Costa (1959–)   |         | Independente | 30 de outubro de 2015 a 26 de novembro de 2015 |
|         | Ministra da Educação e Ciência                            | Margarida Mano (1963–)           |         | Independente | 30 de outubro de 2015 a 26 de novembro de 2015 |
|         | Ministro da Solidariedade, Emprego e Segurança Social     | Pedro Mota Soares (1974–)        |         | CDS-PP       | 30 de outubro de 2015 a 26 de novembro de 2015 |
|         | Ministro da Modernização Administrativa                   | Rui Medeiros (1963–)             |         | Independente | 30 de outubro de 2015 a 26 de novembro de 2015 |
|         | Ministra da Cultura, Igualdade e Cidadania                | Teresa Morais (1959–)            |         | PSD          | 30 de outubro de 2015 a 26 de novembro de 2015 |

### Secretários de Estado
Presidência do Conselho de Ministros
- Secretário de Estado Adjunto do Vice-Primeiro-Ministro: Eduardo Nogueira Pinto
- Secretário de Estado Adjunto e dos Assuntos Parlamentares: Pedro Lomba
- Secretário de Estado do Desenvolvimento Regional: Manuel Castro Almeida
- Secretário de Estado do Desporto e Juventude: Emídio Guerreiro

Ministério das Finanças
- Secretário de Estado Adjunto e do Orçamento: Hélder Gomes dos Reis
- Secretária de Estado do Tesouro: Isabel Castelo Branco
- Secretário de Estado das Finanças: Manuel Luís Rodrigues
- Secretário de Estado dos Assuntos Fiscais: Paulo Núncio
- Secretário de Estado da Administração Pública: José Leite Martins

Ministério dos Negócios Estrangeiros
- Secretário de Estado dos Negócios Estrangeiros e Cooperação: Luís Campos Ferreira
- Secretário de Estado dos Assuntos Europeus: Bruno Maçães
- Secretário de Estado das Comunidades Portuguesas: José Cesário

Ministério da Defesa Nacional
- Secretária de Estado Adjunta e da Defesa Nacional: Mónica Ferro

Ministério da Administração Interna
- Secretário de Estado Adjunto do Ministro da Administração Interna: Virgílio Macedo
- Secretário de Estado da Administração Interna: João Almeida

Ministério da Justiça
- Secretária de Estado da Justiça: Teresa Anjinho

Ministério da Economia
- Secretária de Estado da Economia: Vera Rodrigues
- Secretário de Estado da Inovação, Investimento e Competitividade: Eduardo Paço Viana
- Secretário de Estado das Infraestruturas, Transportes e Comunicações: Miguel Pinto Luz
- Secretário de Estado do Turismo: Adolfo Mesquita Nunes

Ministério da Agricultura e do Mar
- Secretário de Estado Adjunto e da Agricultura: José Diogo Albuquerque
- Secretário de Estado do Mar: Pedro do Ó Ramos
- Secretário de Estado da Alimentação e da Investigação Agroalimentar: Nuno Vieira e Brito

Ministério do Ambiente, Ordenamento do Território e Energia
- Secretário de Estado do Ambiente: Paulo Silva Lemos
- Secretário de Estado da Energia: Artur Trindade
- Secretário de Estado do Ordenamento do Território e da Conservação da Natureza: Miguel de Castro Neto

Ministério da Saúde
- Secretário de Estado Adjunto do Ministro da Saúde: Manuel Ferreira Teixeira
- Secretário de Estado da Saúde: Eurico Castro Alves

Ministério da Educação e Ciência
- Secretário de Estado do Ensino Superior e da Ciência: José Ferreira Gomes
- Secretário de Estado do Desenvolvimento Educativo e da Administração Escolar: José Alberto Santos
- Secretária de Estado do Ensino Básico e Secundário: Amélia Loureiro

Ministério da Solidariedade, Emprego e Segurança Social
- Secretário de Estado da Solidariedade e da Segurança Social: Agostinho Branquinho
- Secretário de Estado do Emprego: Octávio Oliveira

Ministério da Modernização Administrativa
- Secretário de Estado Adjunto e para a Modernização Administrativa: Gonçalo Matias
- Secretário de Estado da Administração Local: João Taborda da Gama

Ministério da Cultura, Igualdade e Cidadania
- Secretário de Estado da Cultura: Nuno Vassalo e Silva